# کوروبینیکوو
کوروبینیکوو (به لاتین: Korobeynikovo) یک منطقهٔ مسکونی در روسیه است که در سرزمین آلتای واقع شده‌است.